# Mussaurus
Mussaurus (Mussaurus patagonicus, do latim "lagarto camundongo") foi uma espécie de dinossauro herbívoro e quadrúpede que viveu no fim do período Triássico. Os fósseis de Mussaurus já encontrados mediam 20 centímetros de comprimento, mas os cientistas dizem que se tratava de um filhote, os adultos deveriam medir algo entre 3 e 7 metros e pesar até 1,7 toneladas.
O Mussaurus viveu na América do Sul e foi descoberto na Patagônia, Argentina. É possível que fósseis desse dinossauro sejam encontrados na África também, já que na época em que o Mussaurus viveu em todos os continentes ainda estavam unidos em um só "super-continente", a Pangéia.
O esqueleto da espécime de Mussaurus é um dos mais pequenos esqueletos de dinossauro já encontrados. Há uma teoria de que o Mussaurus encontrado seria na verdade um filhote de colaradissauro, outro dinossauro da região.